# Труффи, Иосиф Антонович
Иосиф Антонович Труффи (собственно Джузеппе Труффи; 1850—1925) — российский дирижёр итальянского происхождения.

## Биография
Приехал в Россию в 1876 году. Работал скрипачом в Тифлисском оперном театре, позднее стал там же дирижёром оперной труппы. Туда же приехал молодой, никому не известный начинающий певец Фёдор Шаляпин. Труффи стал ему опытным руководителем и наставником.
В начале 1880-х годов дирижировал итальянской оперой в Одессе. В 1885—1891 годах и затем вновь в 1898—1899 годах — дирижёр Московской частной русской оперы С. И. Мамонтова, достигшей своего расцвета при активном участии Труффи. Оперы «Садко», «Борис Годунов», «Псковитянка», «Моцарт и Сальери» впервые увидели свет рампы благодаря инициативе и энергии Труффи. С начала 1890-х годов широко гастролировал по югу Украины с собственной труппой «Товарищество оперных артистов».
В журнале «Искусство», изданном в Киеве в апреле 1922 года, содержится следующая статья:

Забытый.
В суете театральных буден оказался забытым выдающийся деятель на почве музыкального искусства популярный русский дирижёр Иосиф Антонович Труффи. Преклонный возраст и болезнь лишают его возможности в настоящее время нести тяжёлую нервную театральную работу, и маститый дирижёр в нынешних условиях бешено скачущей дороговизны остался буквально без куска хлеба. Горькая иллюстрация эфемерности артистической славы. Так победоносно служить русскому искусству свыше 50 лет, имея множество бесспорных заслуг в качестве пионера в деле насаждения русского оперного творчества и первого интерпретатора русских оперных шедевров — и в итоге острая материальная нужда, болезнь и подлинная, всамделишная голодовка.
В довершение всего полное забвение и равнодушие тех, чьей прямой обязанностью является попечение о заслуженных художниках, ярко отразивших себя в истории театра. Однако равнодушие изнемогающему в нужде маэстро недопустимо. Тем более, что даже нынешнее молодое театральное поколение по — наслышке знает, что сыгравшая столь заметную в развитии русского оперного искусства знаменитая Мамонтовская частная опера в Москве достигла своего столь блестящего расцвета благодаря чуткому и талантливому руководству маэстро Труффи.
Первые сценические успехи Шаляпина тесно связаны с именем Труффи, бывшего для знаменитого баса опытным руководителем и наставником. Оперы «Садко», «Борис Годунов», «Псковитянка» «Моцарт и Сальери» впервые увидели свет рампы благодаря инициативе и энергии Труффи.
Имя Труффи пользовалось широкой известностью во всех музыкальных уголках России.
И ныне этот прославленный русский дирижёр, музыкальный богатырь в прошлом, очутился совершенно безоружным и обессиленным в борьбе с голодом. Группа друзей престарелого дирижёра организовала в его пользу 24 апреля в оперном театре интересный спектакль-галла. Мы не сомневаемся в широкой отзывчивости киевлян и полагаем, что упомянутый спектакль явится известной материальной поддержкой для И. А. Труффи. Необходимо тем, кому этим ведать надлежит, исходатайствовать в Главполитпросвете для маэстро постоянную материальную помощь, путём назначения пожизненной пенсии и продовольственного обеспечения, как это практикуется в отношении корифеев театра, искусства и науки. Этим мы только выполним наш долг перед славным ветераном оперной сцены и отчасти скрасим его неприглядную полную лишений старость.
— 
Скончался в конце марта 1925 года. Похоронен на Ваганьковском кладбище Москвы.